# パワードリフト
『パワードリフト』 (POWER DRIFT) は、1988年にセガから稼働されたアーケード用レースゲーム。鈴木裕が開発した。
欧州では1989年にAmiga、Amstrad CPC、Atari ST、コモドール64、PC/AT互換機、MSX、ZX Spectrumに移植された。日本国内では1990年にPCエンジン、1998年にセガサターンに移植された他、ドリームキャスト用ソフト『鈴木裕ゲームワークス Vol.1』（2001年）、ニンテンドー3DS用ソフト『セガ3D復刻アーカイブス2』（2015年）にアーケード版が収録された。

## ゲーム内容

### システム
まず、コースをA、B、C、D、Eの5種類の中から、ドライバーを12人の中から選択する。プレイヤ側はドライバーによる性能の差はない。選択するとレース開始。コースを4周し、3位以内にゴールできれば次のステージに進める。全5ステージ。すべてのステージで1位を獲得するとエキストラステージに進む。A・C・Eコースでは、自車が『アフターバーナー』（1987年）の自機に変形し、B・Dコースでは、自車が『ハングオン』（1985年）の自機に変形する。3位以内にゴールできなければゲームオーバー。

### BGM
- オープニング：Poker Face
- Aコース：Side Street
- Bコース：Like The Wind
- Cコース：Silent Language
- Dコース：Adjustment Mind
- Eコース：Artistic Traps
- エンディング：Diversity

### その他
- レース中にスタートボタンを押すと、車の正面側から見た画面になる。デモ中でも可能。
- クリア時にクラッシュすると、エンディングやネーム入れの画面が乱れたり回転したりする。
- ドライバーセレクトで右端から左端に表示が移る瞬間にスタートさせると、ドライバーのいない車が登場。レース毎にドライバーがランダムに変わる。

### 通信対戦バージョン
スタンダードバージョンの筐体を接続して複数のプレイヤーで対戦できるバージョンが存在した。通常版よりかなり遅れてのリリースだったためか、市場に出回った数はあまり多くなかったようである。
- 通常版との差異
  - コースではなくドライバーとミッション（オートマチック、マニュアル）を選択するようになった。
  - 最初に走るコースは練習ステージとなり、最下位でもゲームが続行される。
  - 次のコースがステージ1扱いとなり、規定順位が加わる。規定順位はステージ1は6位、その次が5位、と順に厳しくなっていく。
  - 1レース中、規定順位に関係なく、6台の車がチェッカーを受けるとレースはそこで終了となる。
  - 規定順位でゴールできなかったか、ステージ5をクリアするとゲーム終了。
  - コースはあらかじめ決まっている5つのコースを順番に回っていく。よってステージ5は練習ステージで走行したコースとなる。

なお、多くのレースゲームで採用されている通信対戦のシステムのように、他のプレイヤーと同時にスタートするだけでなく、乱入対戦のようなシステムもある。ただし、空いている席にコインを投入しても、すぐに参戦できるというものではなく、今行われているレースの次のレースに参加することになる。また、規定順位については先に参戦していたプレイヤーのものと同じではなく、練習ステージからとなる。よって、他のプレイヤーとは異なる規定順位やステージ数となることもあった。

## 移植版
| No. | タイトル                   | 発売日         | 対応機種                                                            | 開発元           | 発売元           | メディア                          | 型式    | 売上本数 | 備考               |
| --- | -------------------------- | -------------- | ------------------------------------------------------------------- | ---------------- | ---------------- | --------------------------------- | ------- | -------- | ------------------ |
| 1   | POWER DRIFT                | 1989年         | Amiga Amstrad CPC Atari ST コモドール64 PC/AT互換機 MSX ZX Spectrum | Software Studios | アクティビジョン | カセットテープ フロッピーディスク | -       | -        |                    |
| 2   | パワードリフト             | 1990年4月13日  | PCエンジン                                                          | コピアシステム   | アスミック       | 4メガビットロムカセット           | AS02002 | -        |                    |
| 3   | SEGA AGES パワードリフト   | 1998年2月26日  | セガサターン                                                        | ファント         | セガ             | CD-ROM                            | GS-9181 | -        | アーケード版の移植 |
| 4   | 鈴木裕ゲームワークス Vol.1 | 2001年12月1日  | ドリームキャスト                                                    | ゲームのるつぼ   | セガ             | GD-ROM                            | -       | -        | アーケード版の移植 |
| 5   | セガ3D復刻アーカイブス2    | 2015年12月23日 | ニンテンドー3DS                                                     | M2               | セガゲームス     | 3DS専用カード ダウンロード        | -       | -        | アーケード版の移植 |

PCエンジン版
アスミックより1990年4月13日発売。本作が家庭用では初移植となるが、アーケード版は膨大なスプライト処理能力を持つ「スプライトの怪物」と言われたY-BOARD基板を使ってスピード感を演出していたため、PCエンジンのハードの性能ではかなり厳しい移植であった。しかしながら、BGの描き換えで画面を描画することにより上手く対応しており、隠し要素のエクストラステージもちゃんと収録していた。
セガサターン版
セガエイジスシリーズで1998年2月26日発売。Y-BOARD基板に匹敵する強力なスプライト性能を持つセガサターンへの移植ということグラフィックの再現度は高くゲーム性も良好だがフレーム描画が30フレームと半減している。また、音源の違いによりアーケードのサウンドと異なる。
ドリームキャスト版
2001年12月1日発売の『鈴木裕ゲームワークス Vol.1』（ISBN 4-7572-0889-8）付属のゲームディスクに収録。ドリームキャストのハードパワーを活かし、本作でようやく家庭用の移植版では完全移植に近い完成度を実現した。
元々はドリームキャスト版『シェンムー3』のミニゲームとしてゲームのるつぼが開発していたが、シェンムー3の開発が頓挫、前述の書籍に収録されることとなった。
ニンテンドー3DS版
2015年12月23日発売の『セガ3D復刻アーカイブス2』に新規移植作品として収録。
アーケード筐体をプレイした気分を味わえるようにするために、操作に合わせて3DSの上画面の映像がローテートする「ムービング筐体モード」、実際の筐体からの動作音を再現する環境音設定を収録。また難易度やキーコンフィングなどの各種設定変更が可能となっている。
サウンドはストリームではなく内蔵音源に搭載されている。
対戦用の「ツイン筐体バージョン」を取り入れる予定を立てたが、スピードとコースの問題により断念された。
翌2016年11月2日、アーカイブス2版をベースにゲームを一度でもクリア（完走）してエンディングをきちんと見た後に開放される「スペシャルモード」などを追加した版がS3DRPシリーズとしてネット配信開始。スペシャルモードでは、往年のセガゲームキャラクター（アレックスキッドなど）をバギーに乗せ、著名なセガレトロゲームのBGMメドレーを流してプレイできる。ゲームバランスは通常モードと同様。
メガドライブ版
電波新聞社よりメガドライブのメガCDでの発売が予定されていたが、1988年の移植発表から5年の時を経て、紆余曲折の末に発売中止となった。

## 評価
アーケード版
- ゲーム誌『ゲーメスト』（新声社）誌上で行われていた「第3回ゲーメスト大賞」（1989年度）においてプレイヤー人気で6位、年間ヒットゲームで3位を獲得した[1]。

- 1998年にそれまで発売されていたアーケードゲーム全てを対象に行われた『ゲーメスト』読者の人気投票によるゲーメストムック『ザ・ベストゲーム2』では、「このゲームでは、なんと乗っている部分が振り子のように左右に振れて左へ右へと曲がっている感を生み出すものであった」、「5つあるコースから選び、その中で5つのステージを1つずつクリアしていく。5×5でなんと25ステージも存在する」、「スコアラーが熱くなる要素があった反面、『アウトラン』ほど爽快感が味わえないのでやや一般ウケが悪かった」と紹介されている[19]。

PCエンジン版
ゲーム誌『ファミコン通信』の「クロスレビュー」では合計24点（満40点）、『月刊PCエンジン』では70・65・80・80・75の平均74点、『PC Engine FAN』の読者投票による「ゲーム通信簿」での評価は以下の通りとなっており、20.37点（満30点）となっている。また、この得点はPCエンジン全ソフトの中で313位（485本中、1993年時点）となっている。その他、1998年に刊行されたゲーム誌『超絶 大技林 '98年春版』（徳間書店）では「スピード感はあるものの、ゲーム自体は大味な感じ。移植度はいいとはいえない」と紹介されている。
| 項目 | キャラクタ | 音楽 | 操作性 | 熱中度 | お買得度 | オリジナリティ | 総合  |
| 得点 | 3.64       | 3.29 | 3.25   | 3.61   | 3.21     | 3.38           | 20.37 |